# Crymostygius thingvallensis
Crymostygius thingvallensis is een vlokreeftensoort uit de familie van de Crymostygidae. De wetenschappelijke naam van de soort is voor het eerst geldig gepubliceerd in 2004 door Kristjánsson & Svavarsson.